# Червенокоремна бумка
Червенокоремната бумка (Bombina bombina) е вид жаба от семейство Бумкови (Bombinatoridae).

## Разпространение
Червенокоремната бумка се среща в Централна и Източна Европа от източната половина на Германия до Урал. На север ареалът ѝ достига до Южна Швеция, а на юг обхваща северната половина на Балканския полуостров, достигайки до Южна Тракия. В България се среща в цялата страна на надморска височина до 400 m.
Червенокоремната бумка обитава локви, речни разливи и други малки и затревени водоеми.

## Начин на живот и хранене
Червенокоремната бумка се храни главно с насекоми и ларви на комари, основната част от които поглъща под водата. Зимата прекарва на сушата. Отделни екземпляри могат да достигнат възраст от 9 години.

## Размножаване
Между май и юли червенокоремната бумка снася на малки групи общо от 80 до 300, а понякога до 900 яйца, които прилепва към подводни растения. Метаморфозата се извършва след 75 – 90 дни.

## Допълнителни сведения
Червенокоремната бумка е защитена от Приложение II на Закона за биологичното разнообразие.